# Фијат 524
Фијат 524 је путнички аутомобил произведен од стране италијанског  произвођача аутомобила Фијат између 1931 и 1934 год. који је био већи и знатно луксузнији од модела Фијат 522.
Пољска верзија овог модела носила је име "Фијат 524 - Полски" и склапао се у Варшави, где је произведено 10.135, док је у Италији произведено 2.275 примерака.
Максималн брзина модела 524Л била је 95 км/ч, а модела 524Ц 100 км/ч.

## Варијанте
- кабриолет (Фијат 524Ц) , 4 врата, 4 седишта
- лимузина (Фијат 524Л), 4 врата, 4 седишта
- салон, 4 врата, 4 седишта

- Фијат 524 C серија1 седан 1931
- Фијат 524 L серија2 седан 1933

## Литратура
- Fiat Personenwagen, by Fred Steiningen, 1994.  3-923448-37-6